# Most na Ruski otok
Most na Ruski otok (rusko Русский мост – Ruski most) je most s poševnimi zategami, zgrajen čez ožino Vzhodni Bospor, da bi služil konferenci azijsko-pacifiškega gospodarskega sodelovanja, ki je potekala v Vladivostoku (Rusija) v letu 2012. Most povezuje celinski del mesta (polotok Nazimova) z Ruskim otokom, kjer so potekale glavne dejavnosti vrha. Most je bil zaključen v juliju 2012, odprl ga je ruski premier Dimitrij Medvedjev. 3. septembra 2012 je dobil most uradno ime.

## Pregled
Most na Ruski otok je najdaljši most s poševnimi zategami na svetu, s 1104 m dolgim osrednjim razponom.
Most ima tudi drugi najvišji pilon za viaduktom Millau in najdaljše kabelske opore.
Zasnova mostu je bila določena na podlagi dveh osnovnih dejavnikov:
- Najkrajša razdalja med obalama prehoda na lokaciji je 1460 m. Plovna globina kanala je do 50 m.
- Za lokacijo gradbišča mostu na prehodu je značilno ostro podnebje: temperatura niha od - 31 °C do + 37 °C, neurja s hitrostjo vetra do 36 m/s, neurja z višino valov do 6 m, nastajanje ledu pozimi do 70 cm debeline.

## Podatki o mostu
- Razpetine: 60+72+3x84+1104+3x84+72+60 m
- Skupna dolžina: 1885,53 m
- Skupna dolžina skupaj z dostopi: 3100 m
- Dolžina glavnega razpona: 1104 m
- širina mosta: 29,5 m
- širina voznih pasov: 23,8 m
- Število prometnih pasov: 4 (2 v vsako smer)
- Svetla odprtina: 70 m
- Število pilonov: 2
- Višina pilonov: 320,9 m
- Število kablov: 168
- najdaljši in najkrajši kabel: 579,83/135,771 m

## Konstrukcija pilonov
Piloti so bili zabiti 77 m globoko pod zemljo. Zabitih je bilo 120 pilotov za vsakega od dveh 320 m visokih pilonov.
Piloni so bili betonirani z uporabo plezajočega opaža v 4,5 m visokih kampadah. Žerjav je bil uporabljen na prvih treh kampadah, potem se je opaž gibal s pomočjo hidravlike in modularnih elementov.
Pilona imata obliko črke A, zato uporaba standardnih oblik ni izvedljiva. Posamezen sklop oblik je bil prirejen za vsak pilon posebej.
Prehod med tipi odsekov je bil izveden v poletnem času na višini 66,26 m in 191,48 m.
Z uporaba samoplezajočega opaža je bilo mogoče doseči boljšo kakovost in skrajšati čas gradnje in-situ armiranobetonskih konstrukcij za polovico.
Cona sidrišča zateg se začne pri 197,5 m. Namestitev parov zateg in ulivanje trupa pilonov je bilo izvedeno hkrati, kar je dramatično zmanjšalo čas gradnje.

## Glavna razponska konstrukcija
Razponska konstrukcija ima aerodinamičen presek za prevzem nevihtne obremenitve vetra. Oblika prereza je bila določena na osnovi aerodinamične oblike in optimizirana glede na rezultate poskusne obdelave makete v podrobni fazi projektiranja.
Varjene povezave na terenu so se uporabljale za vzdolžnih in prečnih spojih ortotropnega krova in nizke rebraste plošče. Za spoje vertikalnih sten blokov, vzdolžnih reber, prečnih tramov in membrane, so se uporabljali vijaki visoke trdnosti.
Veliki montažni profili za vgradnjo centralnega razpona so bili dostavljeni s čolni za dvig na mestu in dvignjeni z dvigalom do višine 76 m. Tu so elementi nalegali in bili s kablom pritjeni.

## Sistem poševnih zateg
Sistem poševnih zateg prevzame vse statične in dinamične obremenitve, od katerih je obstoj mostu odvisen. Zatege niso namenjene prenašati celotno življenjsko dobo mostu, možno jih je popraviti, imajo pa najboljšo možno zaščito pred naravnimi nesrečami in drugimi škodljivimi vplivi. Kabel PSS sestavljajo vzporedni prameni premera 15,7 mm; vsak sklop je sestavljen iz sedmih pocinkanih žic. Kabel ima 13-79 pramenov. Dolžina najkrajšega kabla je 135,771 m, najdaljšega - 579,83 m. Zaščitna ohišja za kable so izdelana iz HDPE in imajo naslednje lastnosti: UV odpornost, odpornost na lokalnih podnebne razmere v Vladivostoku (temperaturno območje od minus 40 °C do plus 40 °C) in na agresivnost okolja.
Most je odprl Medvedjev julija 2012. Čeprav je edinstven v svojih glavnih parametrih, je bil most zgrajen v rekordnem času 43 mesecev

## Kritika
Gradnja mostu in s tem povezani stroški so bili pogosto tarča kritik ruske politične opozicije. V januarju 2007 je Vladimir Putin, takrat predsednik Rusije, izjavil, da ima gospodarski vrh v Vladivostoku različne možnosti in da bi morali za vrh pripraviti vsaj 100 milijard rubljev, kar je bilo v tistem času trikrat več, kot je znašal proračun Primorskega kraja kot celote. V letu 2012 so pričakovali, da bodo stroški gradnje mostu na Ruski otok z le 5000 prebivalci presegli 1.000.000.000 ameriških dolarjev. Prepustnost mostu je 50.000 avtomobilov na dan, kar je veliko več avtomobilov, kot je obstoječa populacija na otoku, tako da se most hudo premalo uporablja. Opis projekta s strani glavnega izvajalca ne navaja stroškov projekta.